# De Huet
De Huet is een grote wijk van de stad Doetinchem, grotendeels gebouwd in de jaren 80 en 90 van de 20e eeuw. De wijk is gelegen ten zuidwesten van het centrum van Doetinchem ten zuiden van de rivier de Oude IJssel, in de richting van Wehl. In de volksmond heet de wijk ook wel district zes, vanwege de postcode 7006.
In de wijk zijn vele groenvoorzieningen gelegen. Verder is in de wijk winkelcentrum de Bongerd gelegen. De Bongerd biedt ook plaats aan wijkcentrum De Zuwe, een sporthal en een kerk, De Wingerd.
Verder zijn er op meerdere plaatsen in de wijk nog winkels.
De wijk is gebouwd in zeven fases

1: De Mate's

2: Slotlaan Ontstein en omgeving

3: Bastinglaan en omgeving

4: De Bloesem buurt

5: De Dreven

6+7: De Velden (6=deel vlak bij het spoor)
De wijk beschikt over een eigen treinstation, Station Doetinchem De Huet.
Centrum (7001) · Overstegen (7002) · Schöneveld & Muziekbuurt (7003) · Oosseld (7004) · Verheusweiden (7005) · De Huet, Het Weerdje (7006) · Dichteren, De Hoop en Wijnbergen (7007) · Heelweg en Keppelseweg (7008) ·
Bezelhorst en IJkenberg (Noord) (7009) · Gaanderen (7011) · Wehl (7030, 7031)